# Њујорк Милс (Минесота)
Њујорк Милс (енгл. New York Mills) град је у америчкој савезној држави Минесота.

## Демографија
По попису из 2010. године број становника је 1.199, што је 41 (3,5%) становника више него 2000. године.
| Група             | 2000.         | 2010.         |
| Белци             | 1.133 (97,8%) | 1.125 (93,8%) |
| Афроамериканци    | 1 (0,1%)      | 3 (0,3%)      |
| Азијати           | 0 (0,0%)      | 0 (0,0%)      |
| Хиспаноамериканци | 15 (1,3%)     | 21 (1,8%)     |
| Укупно            | 1.158         | 1.199         |